# Pterolophia dentaticornis
Pterolophia dentaticornis är en skalbaggsart som beskrevs av Maurice Pic 1929. Pterolophia dentaticornis ingår i släktet Pterolophia och familjen långhorningar. Inga underarter finns listade i Catalogue of Life.